# عدد أويلر (الفيزياء)
في الفيزياء، عدد أويلر (بالإنجليزية: Euler number)‏ هو عدد لا بُعد له يستعمل في حسابات جريان الموائع.